# Sávos csuka
A sávos csuka (Esox americanus) a sugarasúszójú halak (Actinopterygii) osztályának csukaalakúak (Esociformes) rendjébe, ezen belül a csukafélék (Esocidae) családjába tartozó faj.

## Előfordulása
A sávos csukának két fő előfordulási területe van. Az egyik Észak-Amerika atlanti-óceáni partján van, a kanadai Québec tartományban lévő Szent Lőrinc-folyó deltájától, egészen az Amerikai Egyesült Államokbeli Georgia állam déli részéig húzódik. Míg a másik, a Mexikói-öböl északi részén terül el, a Mississippi állambeli Pascagoula folyó deltájától egészen Floridáig.

## Alfajai
Egyes rendszerezések szerint, ennek a csukafajnak két alfaja van, míg más rendszerezések szerint nincs egy alfaja sem, és az alábbi taxonok csak szinonimák.
- Esox americanus americanus Gmelin, 1789 - 39,4 centiméter
- Esox americanus vermiculatus Lesueur, 1846 - 37,6 centiméter

## Megjelenése
Ez a csukafaj legfeljebb 39,4 centiméter hosszú és 1 kilogramm testtömegű. A hátúszóján nincs tüske, viszont 13-21 sugár van, ugyanígy a farok alatti úszóján sincs tüske, de 13-18 sugár található. 42-51 csigolyája van. Erőteljes, hosszúkás teste, hengerszerű. Testének keresztmetszete, majdnem kerek, csak a háti résznél emelkedik ki. Nagy, lapos feje van; ennek a teteje pikkely nélküli. Rövid, széles pofája spakli alakú. Hatalmas szája vízszintesen áll, és a szem alá ér. Fogai elég nagyok. A felső állcsont elülső fogai és néhány oldalsó fog, nagyobbak, mint a többi. Pofájának oldalai és a kopoltyúfedők pikkelyesek. Testét is pikkelyek fedik. Testének háti része, az olivazöldtől a feketéig változik; hasi része pedig a világos borostyántól a fehérig változik. Néha sötét foltozás látható. A sávos csuka testén, 20-36 olivazöld vagy fekete, függőleges sáv húzódik, ezek közt pedig szélesebb világosabb sávok vannak. A fiatal példányok esetében, a sávozás fordítva van, a sötétebb sávok a szélesebbek, és a világosabbak a keskenyebbek. Az állkapcsa erősen pigmentált. Pupillája sárga vagy sárgászöld, szivárványhártyája pedig aranysárga. Hátúszóján fekete vagy sötét mintázat van, a többi úszója narancsszínű vagy vörös.

## Életmódja
Édesvízi, mederlakó halfaj, amely nem vándorol. A 10,1 pH értékű vizet kedveli. A 26 Celsius-foknál melegebbet nem tűri. Tavakban, mocsarakban és elárasztott területeken él. A tiszta vizű növényzet között lelhető fel. Néha növényzet nélküli törmelékeken és kavicspadokon is látható. A folyókban ritkán fordul elő. Télen az avarba bújik el. A fiatalok 7,6-10,2 centiméter magas vízben ülnek, ahol a növényzetbe vagy a törmelékek közé rejtőznek. Az ivadék az út melletti pocsolyákban és az elárasztott avarban is megtalálható.

## Felhasználása
A sávos csukának nincs ipari mértékű halászata, azonban a sporthorgászok egyik kedvenc hala.